# Beyooooonds
Beyooooonds (яп. ビヨーンズ биё:ндзу, стилизовано как BEYOOOOONDS) — японская женская идол-группа, образованная в октябре 2018 года. Одна из групп музыкального проекта Hello! Project, 9 из 12 участниц ранее состояли в коллективе стажёрок данного проекта Hello Pro Kenshusei, три участницы попали в группу в результате прослушиваний.

## История
Группа сформировалась 19 октября 2018 года. Она состоит из трёх команд: Chica#Tetsu (капитан — Рэйна Итиока), Ame no Mori Kawa Umi (яп. 雨ノ森 川海) (Куруми Такасэ) и SeasoningS (Миё Хираи).
7 августа 2019 года группа выпустила дебютный тройной сингл «Megane no Otoko no Ko / Nippon no D・N・A! / Go Waist» (яп. 眼鏡の男の子/ニッポンノD・N・A！/Go Waist). 27 ноября они выпустили первый альбом под названием Beyooooond1st. 30 декабря, во время 61-й церемонии Japan Record Awards, Beyooooonds выиграла награду «Лучший новый исполнитель».
3 марта 2021 года вышел второй сингл группы — «Gekikara Love / Now Now Ningen / Konna Hazu ja Nakatta!» (яп. 激辛LOVE/Now Now Ningen/こんなハズジャナカッター!).

## Участницы
| Имя                         | День рождения    | Возраст | Команда              | Цвет участницы | Прочее                       |
| --------------------------- | ---------------- | ------- | -------------------- | -------------- | ---------------------------- |
| Рэйна Итиока (一岡伶奈)     | 25 февраля 1999  | 26 лет  | Chica#Tetsu          |                | Капитан Chica#Tetsu          |
| Рика Симакура (島倉りか)    | 20 августа 2000  | 24 года | Chica#Tetsu          |                |                              |
| Сиори Нисида (西田汐里)     | 7 июня 2003      | 22 года | Chica#Tetsu          |                |                              |
| Сая Эгути (江口紗耶)        | 1 августа 2003   | 21 год  | Chica#Tetsu          |                |                              |
| Куруми Такасэ (高瀬くるみ)  | 16 марта 1999    | 26 лет  | Ame no Mori Kawa Umi |                | Капитан Ame no Mori Kawa Umi |
| Кокоро Маэда (前田こころ)   | 23 июня 2002     | 23 года | Ame no Mori Kawa Umi |                |                              |
| Юханэ Ямадзаки (山﨑夢羽)   | 5 ноября 2002    | 22 года | Ame no Mori Kawa Umi |                |                              |
| Минами Окамура (岡村美波)   | 20 октября 2004  | 20 лет  | Ame no Mori Kawa Umi |                |                              |
| Момохимэ Киёно (清野桃々姫) | 22 декабря 2004  | 20 лет  | Ame no Mori Kawa Umi |                |                              |
| Миё Хираи (平井美葉)        | 11 декабря 1999  | 25 лет  | SeasoningS           |                | Капитан SeasoningS           |
| Хонока Кобаяси (小林萌花)   | 16 августа 2000  | 24 года | SeasoningS           |                |                              |
| Утано Сатоёси (里吉うたの)  | 22 сентября 2000 | 24 года | SeasoningS           |                |                              |

## Дискография

### Студийные альбомы
| Дата           | Название      | Высшая позиция в чартах | Высшая позиция в чартах | Продажи |
| Дата           | Название      | Oricon                  | Billboard Japan Hot 100 | Продажи |
| -------------- | ------------- | ----------------------- | ----------------------- | ------- |
| 27 ноября 2019 | Beyooooond1st | 3                       | 6                       | 26 692  |

### Синглы
| Дата           | Название | Высшая позиция в чартах | Высшая позиция в чартах | Продажи | Альбом        |
| Дата           | Название | Oricon                  | Billboard Japan Hot 100 | Продажи | Альбом        |
| -------------- | --- | ----------------------- | ----------------------- | ------- | ------------- |
| 7 августа 2019 | «Megane no Otoko no Ko / Nippon no D・N・A! / Go Waist» (眼鏡の男の子/ニッポンノD・N・A！/Go Waist)           | 1                       | 2                       | 110 384 | Beyooooond1st |
| 3 марта 2021   | «Gekikara Love / Now Now Ningen / Konna Hazu ja Nakatta!» (激辛LOVE/Now Now Ningen/こんなハズジャナカッター!) | 1                       | 9                       | 70 366  | —             |

## Награды
| Год  | Церемония                | Награда                  | Номинант    | Итог   | Прим. |
| ---- | ------------------------ | ------------------------ | ----------- | ------ | ----- |
| 2019 | 61-я Japan Record Awards | Лучший новый исполнитель | Beyooooonds | Победа | [ 5 ] |